# Bakening
Il Bakening (in russo Бакенинг?), anche Bakenin o Benniken (Бакенин, Бенникен), è uno stratovulcano estinto della penisola della Kamčatka, in Russia.

## Descrizione
Si trova nel corso superiore dei fiumi Kamčatka, Bystraja e Avača, all'estremità settentrionale dei monti Ganal'skij, parte della Catena Orientale.
Il vulcano è tagliato da canyon, presenta creste frastagliate e rocce taglienti. È circondato da una serie di laghi. L'altezza assoluta è di 2278 m sul livello del mare, ovvero più del doppio dell'altezza delle montagne vicine. È composto principalmente da lave porose, chiare e brune contenenti andesite anfibolo-pirosseno. L'ultima eruzione risale al 550 a.C.